# 郭詩慧
郭詩慧，JP，MH（？—），香港商界女性人物，化妝品零售企業莎莎國際主席郭少明之長女，主要管理家族生意。香港化粧品同業協會第十九屆會長。

## 簡介
曾在澳大利亚墨爾本留學。
2005年加入父親的公司莎莎國際任管理見習生，2018年4月晉升為企業策劃及發展副總裁，2019年擔任執行董事。
2017年起出任香港化粧品同業協會會長（第十九屆），2021年參選2021年香港選舉委員會界別分組選舉第一界別的批發及零售界委員席位，自動當選。
2021年獲香港政府授予榮譽勳章。

## 公職
- 香港化粧品同業協會會長（第十九屆）
- 2021年香港選舉委員第一界別批發及零售界委員
- 香港保安局撲滅罪行委員會委員[8]
- 廣州市政協委員[3]

## 家庭
2008年與陳振邦結婚，陳振邦亦來自商人家族，他父親創立了「威威洗衣粉」。二人育有一子。

## 名下馬匹
郭詩慧與其他郭家成員一樣，都是香港賽馬會會員及馬主。名下曾有現役及退役賽駒共七匹，包括與丈夫陳振邦共同擁有的美麗笑聲、美麗宇宙、最美麗、綻放美麗，以及獨自擁有的美麗歡呼、愛美麗、美麗甜心。

## 資料來源
1. ↑  . 頭條日報 Headline Daily. 2013-09-13  [2023-02-18]. （原始内容存档于2023-02-18） （中文）.
2. 1 2  . 明周娛樂. 2018-02-15  [2023-02-18]. （原始内容存档于2023-02-18） （中文（香港））.
3. 1 2  張偉倫. . 香港01. 2019-09-02  [2023-02-18]. （原始内容存档于2023-02-18） （中文（香港））.
4. ↑  . 東方日報. 2017-09-29  [2023-02-18]. （原始内容存档于2023-02-18） （中文（香港））.
5. ↑  . www.takungpao.com.hk. 2021-09-10  [2023-02-18]. （原始内容存档于2023-02-18）.
6. ↑  . 香港01 香港選舉委員會 2021 專頁.   [2023-02-18]. （原始内容存档于2023-02-18）.
7. ↑   (PDF). 香港政府: 45.   [2023-02-18]. （原始内容存档 (PDF)于2021-07-01）.
8. ↑  . www.info.gov.hk.   [2023-02-18]. （原始内容存档于2021-12-30） （中文（香港））.
9. ↑  . ezone.hk 即時科技生活. 2018-07-24  [2023-02-18]. （原始内容存档于2023-02-18）.
10. ↑  . 香港賽馬會.   [2023-02-18]. （原始内容存档于2023-02-18）.